# Bloch Peak
Bloch Peak är en bergstopp i Antarktis. Den ligger i Östantarktis. Nya Zeeland gör anspråk på området. Toppen på Bloch Peak är 2 083 meter över havet, eller 483 meter över den omgivande terrängen. Bredden vid basen är 4,6 km.
Terrängen runt Bloch Peak är varierad. Trakten är obefolkad. Det finns inga samhällen i närheten. 